# I leoni di Pietroburgo
I leoni di Pietroburgo è un film del 1972 diretto da Mario Siciliano.

## Critica
(Segnalazioni Cinematografiche)